# Fuck It, I Love You/The Greatest
Fuck It, I Love You/The Greatest è un singolo promozionale della cantautrice statunitense Lana Del Rey che comprende i brani Fuck It, I Love You, quarta traccia del suo sesto album in studio Norman Fucking Rockwell!, e The Greatest, undicesima traccia dello stesso album. È stato pubblicato il 22 agosto 2019. The Greatest è stata in seguito inviata alle radio il 13 settembre 2019 come quinto singolo ufficiale per il mercato italiano.
Il brano Fuck It, I Love You è stato scritto da Lana Del Rey insieme a Andrew Wotman, Louis Bell e Jack Antonoff e prodotto da questi ultimi tre; The Greatest è stato scritto invece dai soli Lana Del Rey e Jack Antonoff.

## Descrizione
In Fuck It, I Love You la cantante mette in dubbio il suo stile di vita senza il suo amato, mentre in The Greatest ricorda i bei vecchi tempi della sua relazione e del mondo in generale; in particolare si lamenta di come quest’ultimo sia cambiato.
Nel secondo brano sono presenti molti riferimenti alla cultura pop: la canzone Life on Mars? di David Bowie, le dirette Instagram, i The Beach Boys, gli effetti degli incendi delle foreste californiane del 2018 e la sua rivalità con il rapper Kanye West, a causa del suo supporto del presidente Donald Trump.

## Video musicale
Il video musicale è unico per i due brani, con The Greatest che inizia dopo Fuck It, I Love You. Il video è lungo oltre nove minuti, quindi viene considerato un cortometraggio. È stato diretto da Rich Lee, il quale aveva già collaborato con Del Rey nei video di Ride, Love, Lust for Life e White Mustang. Il video rende omaggio al videoclip di Ride: degli esempi sono Del Rey che si dondola su un'altalena sul mare (nel video di Ride la cantautrice si dondolava su un'altalena nel deserto) e l'esibizione di Del Rey in un bar.  Del Rey ha annunciato che il videoclip dei brani Fuck It, I Love You e The Greatest è il primo videoclip ufficiale del suo album in studio Norman Fucking Rockwell!, mentre i due videoclip di Mariners Apartment Complex e di Venice Bitch li ha pubblicati come "elementi visivi".

## Accoglienza
Fuck It, I Love You è stata accolta positivamente dalla critica. Mikael Wood del Los Angeles Times e Al Newstead di TripleJ hanno entrambi elogiato il sound californiano della canzone.
The Greatest ha ricevuto l’acclamo universale dalla critica e numerosi esperti l’hanno definita una delle sue migliori canzoni. Claire Shaffer di Rolling Stone ha affermato che nella canzone "Del Rey riflette sullo stato attuale del pop [...] così come su quello del mondo". Scrivendo per il NME, Rhian Daly ha considerato la canzone "forse una delle più grandi canzoni che abbia mai scritto". Definendo la traccia la migliore uscita nella settimana, Sam Sodomsky di Pitchfork ha scritto:
Tosten Burks di Spin ha scritto che entrambe le canzoni "riflettono sulla mistica perduta della California". James Rettig di Stereogum ha ulteriormente elogiato il loro sound californiano e le ha definite "altri due promettenti scorci di Norman Fucking Rockwell".
Vice ha definito The Greatest l’ottava miglior canzone del 2019.

## Tracce
Streaming e download digitale
1. Fuck It, I Love You – 3:38 (Elizabeth Grant, Jack Antonoff, Andrew Watt, Louis Bell)
2. The Greatest – 5:00 (Elizabeth Grant, Jack Antonoff)

## Classifiche
| Classifica (2019)                                            | Posizione massima   | Posizione massima |
| Classifica (2019)                                            | Fuck It, I Love You | The Greatest      |
| ------------------------------------------------------------ | ------------------- | ----------------- |
| Belgio (Fiandre)                                             | 67                  | —                 |
| Francia                                                      | 179                 | —                 |
| Grecia                                                       | 20                  | 44                |
| Irlanda                                                      | 59                  | —                 |
| Lituania                                                     | 63                  | —                 |
| Regno Unito                                                  | 59                  | —                 |
| Slovacchia                                                   | 74                  | —                 |
| Stati Uniti                                                  | 119                 | —                 |
| "—" indica una pubblicazione non classificata in quel paese. |                     |                   |